# ジョアン・タヴァレス
ジョアン・タヴァレス・アルメイダ（João Tavares Almeida 、1998年12月12日 - ）は、ポルトガル・サンタ・マリア・ダ・フェイラ出身のプロサッカー選手。CSマリティモ所属。ポジションは、ミッドフィールダー。

## 来歴
2017年11月11日、タッサ・ダ・リーガのモレイレンセ戦でプロデビューを果たした。